# Gare de Desselgem
La gare de Desselgem (en néerlandais : station Desselgem) est une ancienne gare ferroviaire belge de la ligne 75, de Gand-Saint-Pierre à Mouscron (frontière) qui se trouvait sur l'ancienne commune de Desselgem, rattachée à celle de Waregem dans la province de Flandre-Occidentale, en Région flamande. Mise en service en 1871, elle ferme aux voyageurs en 1978 et aux marchandises vers 1981.

## Situation ferroviaire
Établie à 14 m d’altitude, la gare de Desselgem était située au point kilométrique (PK) 31,8 de la ligne 75, de Gand-Saint-Pierre à Mouscron (frontière), entre la gare ouverte de Waregem et le point d'arrêt fermé de Beveren.

## Histoire
La station de Desselghem, est mise en service le 1er novembre 1881 par l'Administration des chemins de fer de l'État belge.
Le 29 novembre 1888 dans la salle d'attente de première classe de la gare de Gand-Sud est mise en adjudication la construction d'un bâtiment des recettes à la halte de Wamont pour un montant prévu de 21 773 francs 78 centimes. Ce bâtiment correspond au plan type 1881.
Les trains de voyageurs cessent de s'y arrêter le 28 mai 1978. En 1981, la cour aux marchandises ferme à son tour.